# Jingha Hanizu Xiang
Jingha Hanizu Xiang (kinesiska: 景哈, 景哈哈尼族乡) är en socken i Kina. Den ligger i provinsen Yunnan, i den sydvästra delen av landet, omkring 400 kilometer sydväst om provinshuvudstaden Kunming.
Genomsnittlig årsnederbörd är 1 593 millimeter. Den regnigaste månaden är juli, med i genomsnitt 356 mm nederbörd, och den torraste är februari, med 11 mm nederbörd.